# جيني ليفينغستون
جيني ليفينغستون (بالإنجليزية: Jennie Livingston)‏ هي مخرجة أمريكية، ولدت في 24 فبراير 1962 في دالاس في الولايات المتحدة.

## وصلات خارجية
- جيني ليفينغستون على موقع IMDb (الإنجليزية)
- جيني ليفينغستون على موقع ألو سيني (الفرنسية)
- جيني ليفينغستون على موقع أول موفي (الإنجليزية)
- جيني ليفينغستون على موقع قاعدة بيانات الأفلام السويدية (السويدية)
- جيني ليفينغستون على موقع قاعدة بيانات الفيلم (الإنجليزية)
- جيني ليفينغستون على موقع كينوبويسك (الروسية)